# Gemeiner Schmalkurzflügler
Der Gemeiner Schmalkurzflügler (Stenus clavicornis) ist ein Käfer aus der Familie der Kurzflügler (Staphylinidae).

## Merkmale
Die Käfer erreichen eine Körperlänge von 5 bis 5,3 Millimetern. Die Kiefertaster sind gelb, die Beine sind außer an den Knien und Tarsen gelbrot. Der Kopf ist nur unmerklich breiter als die Deckflügel. Diese haben eine enge und leicht runzelige punktförmige Struktur. Zumindest die Wurzel des Schildchens (Scutellum) ist bräunlichrot gefärbt.

## Vorkommen und Lebensweise
Die Art ist in der gesamten Paläarktis und in Südasien verbreitet. In Europa tritt die Art vom hohen Norden bis ins Mittelmeergebiet auf und ist überall häufig und weit verbreitet. Die Art steigt im Gebirge bis in subalpine Lagen und ist in den Alpen auch über der Waldgrenze zu finden. Die Tiere besiedeln Moose am Waldrand und Wiesen, insbesondere an feuchten Stellen sowie Gras, Heu, Schilf und andere Pflanzenmaterialien. Man findet sie auch an trockenen Stellen wie unter Steinen, an Feldrändern und auch in verrottendem Pflanzenmaterial. Die Art tritt von März bis in den Spätherbst auf, vereinzelt findet man die Tiere auch im Winter.